# 海洋化工研究院
海洋化工研究院（英語：Marine Chemical Research Institute），又称中国昊华化工集团公司海洋化工研究院。1979年12月26日由當時的化學工業部建立，設立時名為「化工部海洋涂料研究所」，現時是中國昊華化工集團（中國化工集團公司）旗下子公司。
現業務為在中國內地經營海洋防污涂料、重防腐涂料、环保涂料、功能材料、民用装饰涂料、胶粘剂及有关助剂的应用开发研究等，并設有博士後流動站。
目前總部位於山東省青岛市金湖路4号，由院長赵君主理。